# Mohammed Pacha
Mohammed Pacha était un Pacha algérien de la Régence d'Alger pour la première fois à titre provisoire de 1567 à 1568, puis pour une deuxième fois à titre de remplaçant de 1568 à 1570. Il est le fils du célèbre pacha d'Alger Salah Rais.
Mohammed Pacha participe activement à l'extension d'Alger et à la construction de plusieurs forts. Il a contribué à repousser les attaques espagnoles contre l'Algérie. Il fut remplacé par Uluç Ali Paşa, un célèbre pirate d'origine italienne.